# Libyastus notablis
Libyastus notablis är en loppart som först beskrevs av Jordan 1925.  Libyastus notablis ingår i släktet Libyastus och familjen fågelloppor. Inga underarter finns listade i Catalogue of Life.